# 27530 Daveshuck
27530 Daveshuck è un asteroide della fascia principale. Scoperto nel 2000, presenta un'orbita caratterizzata da un semiasse maggiore pari a 3,1359445 au e da un'eccentricità di 0,1098402, inclinata di 8,25232° rispetto all'eclittica.